# Добровольский сельский совет (Васильковский район)
Добровольский сельский совет (укр. Добровільська сільська рада) — входит в состав
Васильковского района
Днепропетровской области
Украины.
Административный центр сельского совета находится в 
с. Доброволье.

## Населённые пункты совета
- с. Доброволье
- с. Бровки
- с. Гришаи
- с. Лысая Балка
- с. Очеретоватое